# Mary Kelly
Mary Kelly (7 de junio de 1941) es una artista conceptual estadounidense, además de feminista, escritora y profesora.
Kelly ha contribuido de forma relevante al discurso del feminismo y posmodernismo a través de sus instalaciones narrativas de gran tamaño y sus escritos teóricos. La obra de Kelly se encuentra a medio camino entre el arte conceptual y la línea artística más intimista de los años 80. Sus creaciones se han exhibido internacionalmente, y está considerada entre las artistas contemporáneas más influyentes en activo.
Mary Kelly es Profesora de Arte en la Universidad de California en Los Ángeles, donde es Jefa de los Estudios Interdisciplinares, área que creó pensando en los artistas interesados en el arte in situ, en el trabajo colectivo o en las obras de proyecto.
La obra de Kelly se exhibe permanentemente en las galería Postmasters de Nueva York, en la Susanne Vielmetter Los Angeles Projects y la Houldsworth de Londres.

## Trabajos
Presenta sus obras como instalaciones narrativas en gran escala, generalmente divididas en secciones; el efecto que genera esta dimensión de la representación es el distanciamiento entre obra y espectador. En sus obras el cuerpo desaparece, no es exhibido como espectáculo (objeto de la mirada) sino que su representación es llevada al terreno discursivo (la mirada otra).
En Post-Partum Document (1973-1979) cuestiona el papel de la mujer mediante la relación madre-hijo; en su discurso se encuentran referencias a las teorías psicoanalíticas de Sigmund Freud y Jacques Lacan (se refiere al fetichismo de la madre hacia el hijo, como objeto de deseo, sustituto del falo y compensatorio, aunque temporalmente, del proceso de castración edípica de la mujer). 
En cambio en Interim (1984-89) Kelly aborda el tema de la alienación de la mujer en transición hacia la edad madura. Gloria Patri (1992) está elaborado a partir de un archivo de documentos relativos a la Guerra del Golfo; profundiza en los efectos de la violencia de la guerra, en la vida de los individuos y al mismo tiempo trata el tema del heroísmo como estructura psicológica masculina (inseguridad masculina en el contexto de la mentalidad militar). En una situación de tecnologización de las actividades bélicas, la fuerza del cuerpo masculino se hace menos necesaria, de aquí la identidad tradicional del hombre se ve erosionada y problematizada.
En la Balada de Kastriot Rexhepi (2001) unos paneles que contienen pelusa (derivada del trabajo mecánico de una secadora doméstica) rodean la sala en forma de ondas; en ellas, Kelly, cuenta la historia de un niño abandonado durante la guerra de Kosovo. Kelly comisiona parte de este trabajo al compositor Michael Nyman el cual crea la partitura de la balada que será sucesivamente interpretada por la soprano Sarah Leonard y el Nyman Quartet en la presentación de la exposición, en el The Santa Mónica Museum of Art en 2001.

## Obras
- 1973: Antepartum
- 1973-1979: Post-Partum Document
- 1984-1989: Interim
- 1999: Mea Culpa
- 2001: La Balada de Katriot Rexhepi
- 1968-2004: Circa
- 2005-2007: Love songs
- 2006-2008: Vox Manet
- 2010-2012: Habitus
- 2012: Mimus
- 2014: Dicere
- 2014: On the Passage of a Few People Trough a Rater Brief Period of time